# 木野山駅
木野山駅（きのやまえき）は、岡山県高梁市津川町今津にある、西日本旅客鉄道（JR西日本）伯備線の駅である。 駅番号はJR-V13。

## 歴史
- 1926年（大正15年）6月20日：鉄道省伯備南線（現・伯備線）美袋駅 - 木野山駅間延伸時に、終着駅として開業[1]。
- 1927年（昭和2年）7月31日：伯備南線当駅 - 備中川面駅間延伸、途中駅となる。
- 1928年（昭和3年）10月25日：伯備南線が伯備線の一部となり、当駅もその所属となる。
- 1963年（昭和38年）4月1日：貨物取扱廃止[1]。
- 1971年（昭和46年）10月1日：荷物扱い廃止[2]、無人駅化[3]。
- 1987年（昭和62年）4月1日：国鉄分割民営化に伴い、西日本旅客鉄道（JR西日本）の駅となる[1]。
- 2010年（平成22年）4月1日：簡易委託解除、完全無人駅化。
- 2021年（令和3年）3月13日：ICカード「ICOCA」の利用が可能となる[4]。

## 駅構造
相対式ホーム2面2線を有する列車交換可能な地上駅。1線スルー化はされておらず、通過列車は大きく減速する。駅舎は上りホーム側にあり、下りホーム側に勝手口がある。両ホームは跨線橋で繋がっていて、構内立入禁止と言う看板があるが、殆ど無視され駅構内を通り抜けて反対側に渡る人が少なくない。ホーム上には桜の木が植えられ、花見シーズンになると、花見客や、写真撮影に訪れる人がいる。
新見駅管理の無人駅。以前は駅前の商店で乗車券販売を行う簡易委託駅であったが、2010年3月31日限りで委託は解除された。
自動改札機・自動券売機は設置されていないが、ICOCAが利用可能。

### のりば
| のりば | 路線   | 方向 | 行先           |
| ------ | ------ | ---- | -------------- |
| 1      | 伯備線 | 上り | 倉敷・岡山方面 |
| 2      | 伯備線 | 下り | 新見・米子方面 |

※以前はのりば番号が設定されていなかったが、2020年時点では設定されている。駅舎側が1番のりばである。

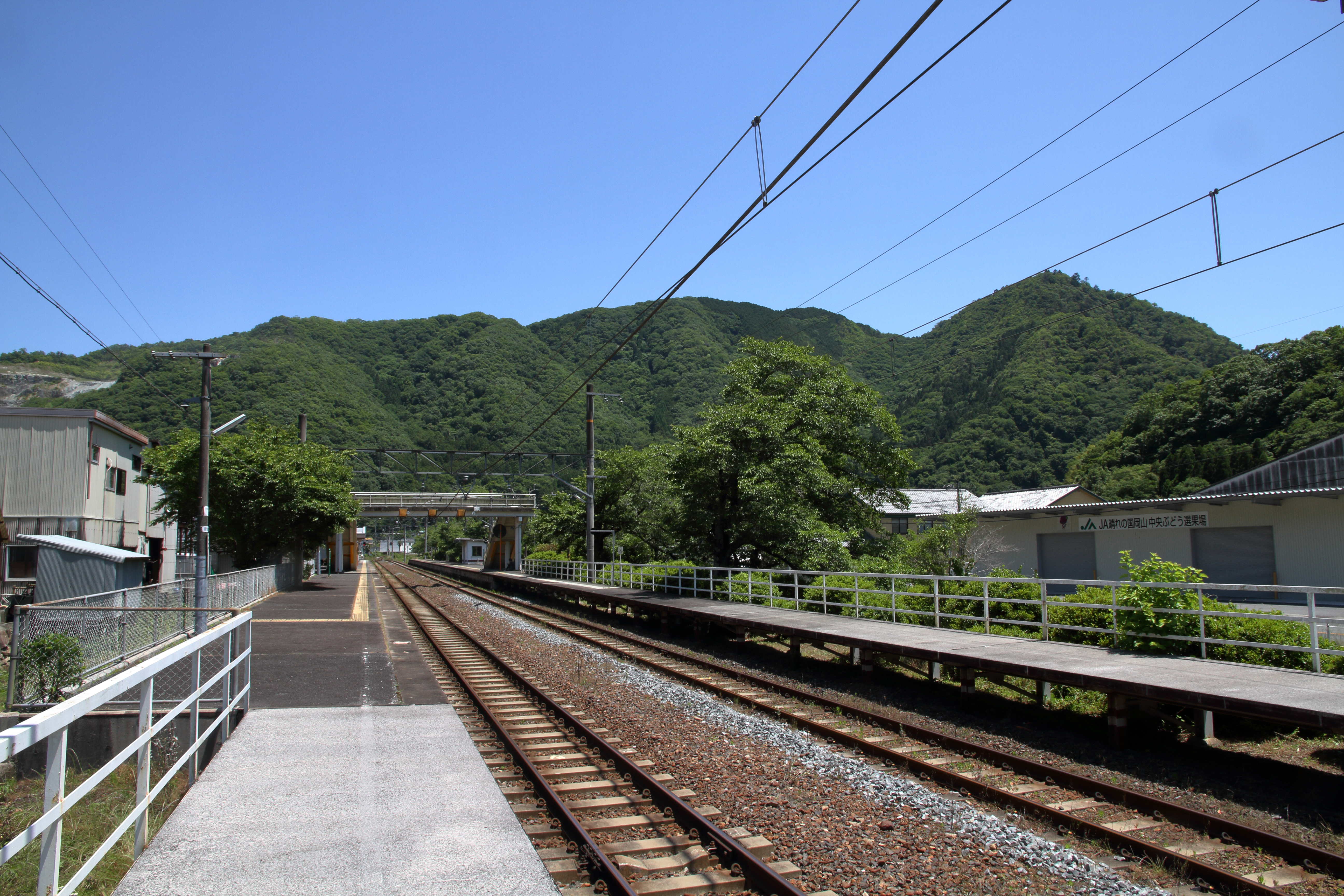
ホーム（2024年6月）

## 利用状況
近年の1日平均乗車人員の推移は以下の通り。
| 乗車人員推移 | 乗車人員推移 |
| 年度         | 1日平均人数  |
| ------------ | ------------ |
| 1999         | 94           |
| 2000         | 90           |
| 2001         | 84           |
| 2002         | 86           |
| 2003         | 81           |
| 2004         | 77           |
| 2005         | 81           |
| 2006         | 80           |
| 2007         | 74           |
| 2008         | 67           |
| 2009         | 64           |
| 2010         | 65           |
| 2011         | 61           |
| 2012         | 59           |
| 2013         | 57           |
| 2014         | 52           |
| 2015         | 48           |
| 2016         | 44           |
| 2017         | 30           |
| 2018         | 28           |
| 2019         | 29           |
| 2020         | 24           |
| 2021         | 31           |

## 駅周辺
国道180号沿いにあるが、駅舎はその反対側にある。駅舎側は民家や田畑が混在し、駅の北側には木野山カムカム公園、駅の東側には木野山神社や小学校・幼稚園がある。国道側にはJA晴れの国岡山の支店・直売所・選果場がある。
- 高梁木野山郵便局
- 高梁警察署 津川駐在所
- 木野山神社
- 高梁市立津川小学校
- 高梁市立津川幼稚園
- JA晴れの国岡山
  - 木野山支店
  - 高梁総合センター - 選果場
  - 高梁グリーンセンター - 直売所
- 木野山カムカム公園 - 公園名の由来は高梁市津川町出身の平川唯一氏にちなんだものである[6]。
- 国道180号
- 国道313号
- 備北バス「木野山駅」停留所 - 国道180号沿い
- 高梁川
- 有漢川

## 隣の駅
西日本旅客鉄道（JR西日本）
 伯備線
備中高梁駅 (JR-V12) - 木野山駅 (JR-V13) - 備中川面駅 (JR-V14)